# Ровње (Свидњик)
Ровње (слч. Rovné) насељено је мјесто са административним статусом сеоске општине (слч. obec) у округу Свидњик, у Прешовском крају, Словачка Република.

## Становништво
| Година:    | 1994. | 2004.   | 2014.   | 2024.   |
| ---------- | ----- | ------- | ------- | ------- |
| Број људи: | 513   | 506     | 491     | 456     |
| Разлика:   |       | -1,36 % | -2,96 % | -7,12 % |

| Година:    | 2023. | 2024.   |
| ---------- | ----- | ------- |
| Број људи: | 453   | 456     |
| Разлика:   |       | +0,66 % |

Према подацима о броју становника из 2024. године насеље је имало 456 становника.